# リトルニス科
リトルニス科（リトルニスか、Lithornithidae）は、原始古顎類の側系統群の可能性あるクレードであり、現在絶滅している。これらは、北米および欧州の暁新世から始新世中期を通じての化石であると知られ、白亜紀後期の代表する生物の可能性もある。リトルニスや Pseudocrypturus などの種を含む。リトルニスはシギダチョウに似ている。飛ぶ能力があり、竜骨突起を持つ。大きな曲がった爪を持ち、木に止まったことが分かる。Pseudocrypturus （仮名：ニセシギダチョウ）は、ダチョウに似ている。

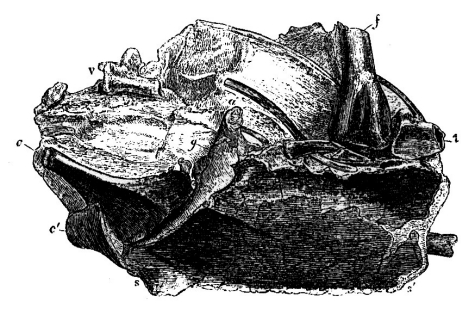
Lithornis vulturinusホロタイプの木版画

リトルニス科は、プロービングするため、細長いクチバシを持っていた。それらは現生するシギダチョウ科に大変似ている。それらは、比較的未融合の頭蓋骨を持ち、弱く融合した尾端骨と板状骨を持っている。それらは胸骨によく発育したキールを持っていた。Lithornis属のわずかな種とPseudocrypturus 属はよく飛行する生物であったが、重いParacathartes 属は、おそらく唯一の偶発性の飛行する生物だった。爪は シギダチョウ科の生物よりも湾曲していたので、おそらく上手に木にとまることができたであろう。
リトルニス目は1988年、ピーター・ウーデ博士によって設立され、Lithornis、Paracathartes、およびPseudocrypturusの3属が含まれている。eightという名の種がある。Promusophaga (Harrisson & Walker, 1977) は、もともとエボシドリ科系統と考えられたが、Lithornis vulturinusのシニニムと考えられている。Fissuravisはまた、クレードに属し、いくつかの無名の化石が知られている。

## 分類
リトルニス目 Houde 1988
- †リトルニス科 Houde 1988  (False tinamous)
  - †Fissuravis weigelti Mayr 2007
  - †Paracathartes howardae Harrison 1979 (Early Eocene of WC US)
  - †Pseudocrypturus cercanaxius Houde 1988
  - †Lithornis Owen 1840 [Promusophaga Harrison & Walker 1977; Pediorallus Harrison 1984; Parvigyps Harrison & Walker 1977] (Paleocene – Early Eocene)
    - †’’L. celetius Houde 1988
    - †L. plebius Houde 1988
    - †L. promiscuous Houde 1988
    - †L. nasi (Harrison 1984) Houde 1988 [Pediorallus nasi Harrison 1984]
    - †’’L. hookeri (Harrison 1984) Houde 1988 [Pediorallus hookeri Harrison 1984]
    - †’’L. vulturinus Owen 1840 [Parvigyps praecox Harrison & Walker 1977; Promusophaga magnifica Harrison & Walker 1977; Pediorallus barbarae Harrison & Walker 1977a] (London Clay Early Eocene of England)